# حزب کار اسپانیا

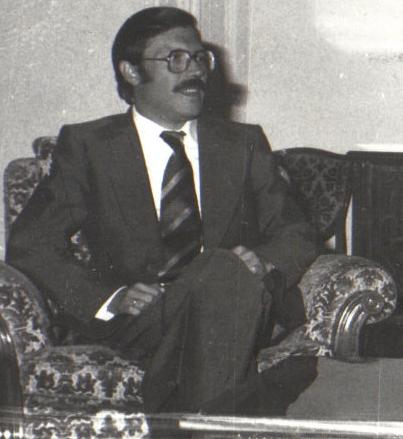
الادیو گارسیا کاسترو

حزب کار اسپانیا یا حزب کمونیست اسپانیا (بین‌المللی) (به اسپانیایی: Partido Comunista de España)، یک حزب سیاسی با ایدئولوژی کمونیسم در کشور اسپانیا بود.

## تاریخچه
این حزب در پی انشعاب از گروه "Unidad" در حزب سوسیالیست متحد کاتالونیا (PSUC) در حدود سال ۱۹۶۷ تشکیل شد. گروه کاتالان با بخشهای کوچک از حزب کمونیست اسپانیا (PCE) به ویژه از سویل متحد شد.
در دومین کنگره در سال ۱۹۷۵ این حزب نام خود را به حزب کار اسپانیا تغییر داد (به اسپانیایی: Partido del Trabajo del España , PTE) و یک ساختار داخلی فدرال را تصویب کرد. اقلیتی جدا شدند و با نام PCE (i) خود را دوباره جمع کردند. در کاتالونیا حزب با نام Partit del Treball de Catalunya و در اندلس با نام Partido del Trabajo de Andalucía فعالیت می‌کرد. در همان سال PTE به جنتای دموکراتیک اسپانیا پیوست.
رهبر حزب کار الادیو گارسیا بود.

برچسب کمیته ملی PTE کاتالونیا، جشن روز ملی کاتالونیا

شاخه جوانان PTE گارد سرخ جوان اسپانیا (Joven Guardia Roja) بود. این حزب جنبش صنفی خود را به نام اتحادیه صنفی واحد کارگران (CSUT) راه اندازی کرد، زیرا آنها از تحولات کمیسیون‌های کارگری ناراضی بودند.
در سال ۱۹۷۷ حطب کارگر جبهه چپ دموکراتیک (FDI) را برای شرکت در انتخابات عمومی اسپانیا تشکیل داد. در کاتالونیا ائتلافی با چپ جمهوری‌خواه کاتالونیا تشکیل داد و به عنوان چپ کاتالونیا (Esquerra de Catalunya) رقابت کرد. در همان سال حزب اتحاد کمونیست (PCU) در PTE ادغام شد.
در سال ۱۹۷۸ بخشی از شعبه حزب کاتالان از هم جدا شد و یک حزب جداگانه کار کاتالونیا (PTC) را تشکیل داد. در انتخابات عمومی 1979 PTE 192،۳۳۰ رأی (۱٫۰۷٪) کسب کرد. بعداً همان سال PTE با سازمان انقلابی کارگران (ORT) ادغام شد و حزب کارگران (PT) را تشکیل داد.